# سوئیتی
دیامانته کویوا ولنتین هارپر (به انگلیسی: Diamonté Quiava Valentin Harper؛ زادهٔ ۲ ژوئیهٔ ۱۹۹۳)، که بیشتر با نام هنری سوئیتی (به انگلیسی: Saweetie) شناخته می‌شود، یک رپر آمریکایی است.

## زندگی شخصی

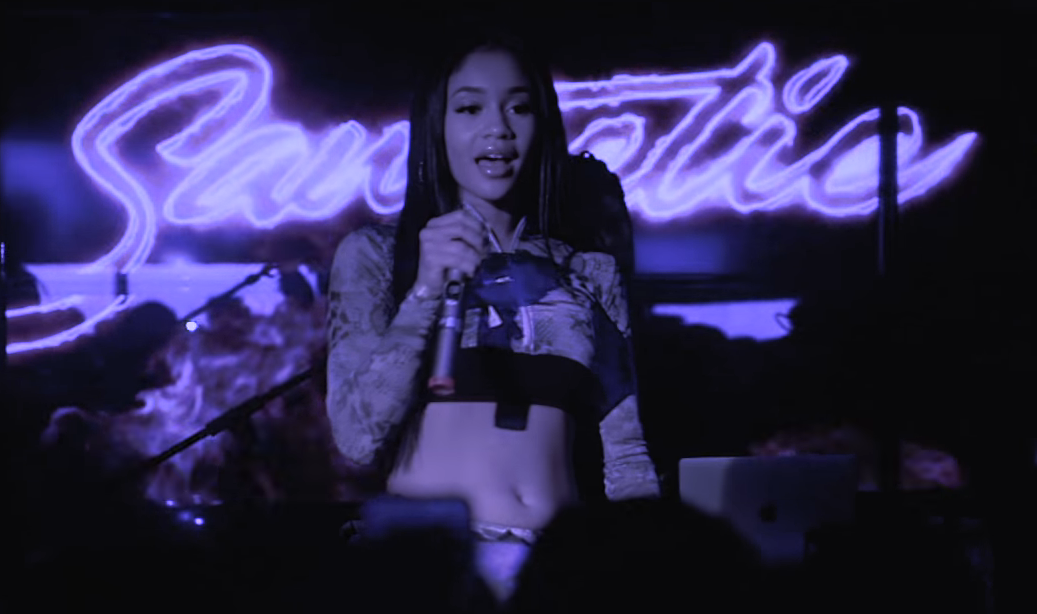
دیامانته کویوا ولنتین هارپر حین‌اجرا

سوئیتی در سپتامبر ۲۰۱۸ با رپر آمریکایی کویوو از میگوس رابطه داشت. آنها اولین بار در هفته مد نیویورک با هم دیده شدند. در ۱۹ مارس ۲۰۲۱ سوئیتی از طریق رسانه‌های اجتماعی تأیید کرد که او و کویوو دیگر با هم نیستند. او همچنین در رسانه‌های اجتماعی اشاره کرد که کویوو خیانت کرده است، و نوشت، «وقتی صمیمیت به زنان دیگر داده می‌شود، هدایا به جای زخم کمکی نمی‌کنند و علاقه هم واقعی نیست.»

## فیلم‌شناسی
| سال        | عنوان          | نقش     | یادداشت‌ها                                     | م.    |
| ---------- | -------------- | ------- | --------------------------------------------- | ----- |
| ۲۰۲۰       | وایلد اوت      | خودش    | فصل ۱۴، قسمت ۹ نوازنده مهمان                  |       |
| ۲۰۲۱–اکنون | بزرگ شده       | ایندیگو | ۳ قسمت به عنوان دیامانته هارپر اعتبار داده شد | [ ۸ ] |
| ۲۰۲۱       | آشپزی با پاریس | خودش    | فصل ۱، قسمت ۲ مهمان                           |       |